# Pi rajolet de Vilamala
El pi rajolet de Vilamala és el nom amb què és conegut un pi roig (Pinus sylvestris) que es troba al Clot de Vilamala, al terme de Vilamantells (municipi de Guixers, comarca del Solsonès) i que a causa de la seva grandària, ha estat declarat bé patrimonial del municipi de Guixers.